# Obóz dla internowanych w Radzimiu
Obóz dla internowanych w Radzimiu (niem. Internierungslager Resmin) – prowizoryczny obóz koncentracyjny dla mieszkańców Krajny, utworzony przez niemiecki Selbstschutz na terenie majątku ziemskiego Radzim nieopodal Kamienia Krajeńskiego, funkcjonujący od połowy września do połowy grudnia 1939.
Do obozu dla internowanych w Radzimiu trafiali mieszkańcy powiatu sępoleńskiego oraz sąsiednich powiatów, aresztowani w pierwszych miesiącach niemieckiej okupacji w związku z tzw. akcją „etnicznego oczyszczania przedpola”. W Radzimiu byli oni głodzeni, zmuszani do wyczerpującej pracy i poddawani nieludzkiemu traktowaniu. Wielu uwięzionych w obozie Polaków i Żydów zamordowano na terenie majątku lub wywieziono na stracenie do Rudzkiego Mostu. Podczas powojennych ekshumacji odnaleziono w Radzimiu zwłoki 113 osób zamordowanych jesienią 1939 roku. Część źródeł podaje, że liczba ofiar mogła sięgać nawet kilku tysięcy. Internierungslager Resmin jest uznawany za jedno z największych miejsc kaźni ludności polskiej na terenie powiatu sępoleńskiego w okresie II wojny światowej. Bywa także określany mianem „obozu zniszczenia”.

## Początek niemieckiej okupacji
Sępólno Krajeńskie wraz z okolicznymi miejscowościami zostało opanowane przez oddziały Wehrmachtu już 1 września 1939. W powiecie sępoleńskim szybko zainstalowały się struktury niemieckich władz policyjnych, państwowych i partyjnych. Na stanowisko komisarycznego starosty powiatów Sępólno-Wyrzysk-Tuchola (z siedzibą w Sępólnie) został wyznaczony radca rejencyjny Marbach z Piły. Funkcję komisarycznego burmistrza Sępólna objął natomiast miejscowy volksdeutsch, Otto Belau. Rządy Marbacha w Sępólnie trwały stosunkowo krótko, gdyż już pod koniec pierwszej dekady września 1939 stanowisko landrata powiatu sępoleńskiego objął przysłany ze Złotowa dr Ackmann. Otrzymał on jednocześnie stanowisko kierownika powiatowych struktur NSDAP (kreisleiter). Wkrótce jednak gdański gauleiter NSDAP, Albert Forster, dokonał szeregu przetasowań we władzach miejskich i powiatowych. Nastąpiło to podczas pierwszej wizyty Forstera w Sępólnie (8 listopada 1939). Wilhelm Balnus, dotychczasowy burmistrz Nowego Dworu Gdańskiego, otrzymał wówczas stanowisko starosty i kreisleitera, podczas gdy stanowisko burmistrza Sępólna i szefa miejskich struktur NSDAP (ortsgruppenleiter) objął gdańszczanin Erich Dorow. 25 października 1939 oficjalnie zniesiono administrację wojskową na okupowanych obszarach, a Sępólno wraz z całym powiatem zostało wcielone do Rzeszy jako część rejencji bydgoskiej Okręgu Gdańsk-Prusy Zachodnie.
Powiat sępoleński był licznie zamieszkany przez ludność pochodzenia niemieckiego. Narodowość niemiecką deklarowało 40,6% jego mieszkańców, a w niektórych wsiach liczba Niemców przekraczała 80%. Licznie zamieszkiwali oni także największe miejscowości powiatu – Sępólno, Więcbork i Kamień Krajeński. Wielu miejscowych volksdeutschów uczestniczyło aktywnie w zaprowadzaniu okupacyjnych porządków. Już 6 września 1939 starosta Marbach powołał do życia tzw. „Obronę Ojczyzny” (niem. Heimwehr), na której czele stanął Werner Sorgatz z Kamienia Krajeńskiego. Pod koniec września członków „Obrony Ojczyzny” wcielono w szeregi tzw. Selbstschutzu (pol. „Samoobrona”) – paramilitarnej formacji o charakterze policyjnym, złożonej z Niemców, obywateli przedwojennej Polski. Pod względem organizacyjnym sępoleńskie struktury „Samoobrony” podporządkowano IV inspektoratowi Selbstschutzu z siedzibą w Chojnicach, obejmującemu zasięgiem swojego działania powiaty chojnicki, sępoleński i tucholski. Funkcję szefa inspektoratu pełnił SS-Standartenführer Heinrich Mocek. Bojówki Selbstschutzu z terenów powiatu sępoleńskiego i tucholskiego otrzymały natomiast jednego dowódcę powiatowego (kreisführer). Został nim SS-Standartenführer Wilhelm Richardt – przed wojną członek berlińskiego SS-Standarte 42, oddelegowany do Sępólna z szeregów Einsatzgruppe IV. Prawdopodobnie owo nietypowe dla struktury organizacyjnej Selbstschutzu rozwiązanie przyjęto ze względu na fakt, iż liczba ludności niemieckiej w powiecie tucholskim była bardzo niewielka (zaledwie 7,7% mieszkańców).
Selbstschutz odegrał kluczową rolę podczas tzw. operacji „etnicznego oczyszczania przedpola”, przeprowadzonej jesienią 1939 na okupowanych terenach Pomorza. Owa zakrojona na szeroką skalę akcja eksterminacyjna wymierzona była w pierwszym rzędzie w polską inteligencję, którą narodowi socjaliści obarczali winą za politykę polonizacyjną prowadzoną na Pomorzu Gdańskim w okresie międzywojennym oraz traktowali jako główną przeszkodę na drodze do szybkiego i całkowitego zniemczenia tego regionu. Między październikiem 1939 a wiosną 1940 na terenie Pomorza zamordowano ok. 30 000 – 40 000 osób.
Na terenie powiatu sępoleńskiego masowe aresztowania były przeprowadzane już od pierwszych dni okupacji. Wytyczne niemieckiego Naczelnego Dowództwa Wojsk Lądowych (OKH) przewidywały bowiem przejściowe internowanie wszystkich zdolnych do służby wojskowej Polaków i Żydów w wieku od 17 do 45 lat. Jednocześnie na podstawie list proskrypcyjnych, przygotowanych jeszcze przed wojną przez miejscowych volksdeutschów, masowo zatrzymywano polskich nauczycieli, duchownych, urzędników oraz wszystkie osoby zaliczane do tzw. polskiej warstwy przywódczej. W powiecie sępoleńskim charakterystycznym elementem niemieckiej polityki terroru stały się także zakrojone na szeroką skalę represje wobec osadników z terenów centralnej i wschodniej Polski. Prześladowano ich przede wszystkim ze względu na fakt, iż na mocy reformy rolnej z 1925 roku otrzymali oni ziemię z rozparcelowanych niemieckich majątków. Ponadto podczas akcji eksterminacyjnej miejscowi volksdeutsche korzystali z okazji, aby uregulować wiele sąsiedzkich sporów i porachunków, a także zagarnąć mienie należące do represjonowanych Polaków. Było to możliwe ze względu na fakt, iż działalność Selbstschutzu cechowała daleko posunięta samowola i bezkarność. Często wystarczyło jedynie oskarżenie, iż dana osoba jest „fanatycznym Polakiem”, aby zadenuncjowany w ten sposób człowiek został aresztowany i zamordowany.

### Prowizoryczny obóz w Drożdzienicy
Polaków aresztowanych przez Selbstschutz lub policję niemiecką osadzano początkowo w prowizorycznych aresztach. Funkcję tę pełniły najczęściej budynki użyteczności publicznej, zabudowania majątków ziemskich lub większych gospodarstw rolnych, a nawet piwnice miejscowych gorzelni. W Sępólnie na tymczasowe więzienia zamieniono budynki aresztu sądowego i starostwa, w Więcborku – gmach sądu grodzkiego, w Kamieniu Krajeńskim – budynek zakładu opiekuńczego pw. św. Anny. Owe prowizoryczne areszty szybko uległy jednak przepełnieniu. Z tego względu Niemcy przystąpili do tworzenia obozów dla internowanych. Już 5 września 1939 szef zarządu administracji cywilnej przy dowódcy niemieckiej 4. Armii, SS-Oberführer Fritz Hermann, wydał pisemną instrukcję dla podległych mu komisarycznych landratów, nakazującą, aby „wszystkich księży katolickich i wszystkich nauczycieli polskiej przynależności natychmiast przebadać odnośnie do ich postawy, a w przypadku gdyby nie budzili zaufania, odprowadzić do obozu dla internowanych”. Jako jeden z tymczasowych obozów Hermann wskazał obóz w Drożdzienicy koło Kamienia Krajeńskiego.
Obóz w Drożdzienicy został zorganizowany przez Wehrmacht jeszcze przed 5 września. Mieścił się on na terenie dużej zagrody chłopskiej, przy czym adaptacja gospodarstwa na potrzeby obozu sprowadziła się do wykopania latryny, otoczenia zagrody drutem kolczastym oraz ustawienia kuchni polowej i beczkowozu. W dwóch rogach ogrodzenia, po przekątnej, ustawiono karabiny maszynowe. Obowiązki komendanta pełnił nieznany z nazwiska podoficer, a w skład obozowej straży wchodzili wyłącznie żołnierze Wehrmachtu. Więźniowie byli przetrzymywani w zabudowaniach gospodarczych, przy czym Żydów oraz duchownych katolickich umieszczano w chlewie, a pozostałych więźniów kierowano do stodoły. Część internowanych wyprowadzano pod strażą z obozu i zmuszano do pracy przy grzebaniu polskich żołnierzy poległych na pobliskich polach bitewnych lub do przeprowadzania ekshumacji zwłok z pojedynczych grobów do mogił zbiorowych.
W obozie panowały ciężkie warunki bytowe. Raz na tydzień każdy więzień otrzymywał rację ok. 1 kg chleba. Rano i wieczorem wydawano im także porcję ok. 1/4 litra kawy zbożowej, a na obiad zupę z kapusty, ziemniaków lub brukwi (bez jakiegokolwiek tłuszczu). Woda była racjonowana. Tylko nieliczni więźniowie posiadali łyżki i naczynia stąd wielu z nich musiało oczekiwać na posiłek nawet przez sześć godzin. Brud i złe wyżywienie były przyczyną częstych zachorowań na biegunkę. Komendant obozu z obawy przed wybuchem epidemii nakazał meldować się wszystkim chorym. Wkrótce później wobec przypadków zatajania choroby polecił internowanym korzystać z latryny pod nadzorem strażników. Więźniowie, którzy przyznawali się, że trapi ich biegunka, byli wywożeni w nieznanym kierunku. Czasami zabierano także osoby, które razem z chorymi korzystały z latryny. Bywały dni, gdy odprowadzano poza obóz nawet po 15-30 osób. Pozostali więźniowie byli przekonani, że osoby chore lub podejrzewane o chorobę były w tajemnicy mordowane.
Więźniowie obozu w Drożdzienicy podlegali zewidencjonowaniu. Wszystkim odbierano dokumenty i przedmioty osobiste (zegarki, pieniądze, biżuterię). Na terenie obozu odbywały się przesłuchania, które prowadzili niemieccy podoficerowie – funkcjonariusze Abwehry. Mniej więcej do pierwszych dni października 1939 nie dochodziło jednak do mordów na internowanych (jeśli nie liczyć tajemniczych zaginięć chorych). Sytuacja więźniów z Drożdzienicy pogorszyła się gwałtownie, gdy Wehrmacht przekazał kontrolę nad obozem lokalnym strukturom Selbstschutzu. Doszło wówczas do pierwszych zbrodni na internowanych.

## Utworzenie obozu w Radzimiu
Radzim jest niewielką wsią leżącą w odległości ok. 10 kilometrów od Drożdzienicy. Jesienią 1939 roku na terenie tamtejszego majątku ziemskiego, należącego do rodziny ziemiańskiej Seydów, niemieccy okupanci zorganizowali obóz dla internowanych (niem. Internierungslager Resmin). Prawdopodobnie miejsce to wybrano ze względu na odludne położenie, pozwalające zachować w tajemnicy dokonywane w obozie zbrodnie. Ponadto zabudowania majątku mogły być wykorzystane jako kwatery dla załogi oraz pomieszczenia dla więźniów. Prawdopodobnie inspiratorem utworzenia obozu był Hans-Jürgen von Wilckens – właściciel ziemski z Sypniewa, aktywny działacz mniejszości niemieckiej, członek SS.
Konrad Ciechanowski podawał, iż około 15 października 1939 obóz dla internowanych w Drożdzienicy został zlikwidowany, a wszystkich jego więźniów przeniesiono do Radzimia. Większość źródeł twierdzi przy tym, że Internierungslager Resmin utworzono mniej więcej w połowie września 1939. Załoga obozu ulokowała się w pokojach neogotyckiego pałacu, podczas gdy więźniów przetrzymywano w pałacowych piwnicach oraz w budynkach gospodarczych. Komendantem obozu został Werner Sorgatz – volksdeutsch z Kamienia Krajeńskiego, a zarazem przedwojenny aktywista Jungdeutsche Partei. Funkcję zastępcy komendanta pełnił Richard Kemnitz z Sępólna Krajeńskiego. W skład obozowej straży wchodzili wyłącznie miejscowi Niemcy, członkowie Selbstschutzu. Historykom udało się ustalić nazwiska ok. 43 członków załogi. Wiadomo, iż ewidencję aresztowanych prowadzili Alfred Musolf, Bartoschek i Sieg. Uczestniczyli oni także w brutalnych przesłuchaniach, podczas których zazwyczaj decydowano o losach więźniów. Ponadto w obozowej załodze służyli m.in. Richard Kowalski i Urlich Lux z Sępólna; Kurt Neubauer i Antoni Lavrenz z Kamienia Krajeńskiego oraz Beiger.
Jednorazowo w obozie przebywało zazwyczaj od 400  do 1000 internowanych. Rotacja osadzonych była przy tym bardzo duża, gdyż w obozie lub w jego okolicach codziennie odbywały się zbiorowe lub indywidualne egzekucje, a na miejsce zamordowanych stale przywożono nowych więźniów. W Radzimiu osadzano przede wszystkim Polaków – aresztowanych i przywiezionych do likwidacji w ramach akcji „Inteligencja”. Trafiła tam również pewna liczba Żydów. Początkowo do obozu trafiały osoby pochodzące z różnych miejscowości powiatu sępoleńskiego. Jako pierwszych osadzono tam więźniów z zakładu opiekuńczego w Kamieniu Krajeńskim oraz internowanych przywiezionych lub przygnanych pieszo z prowizorycznych aresztów w Sępólnie. Z czasem do obozu zaczęli także trafiać mieszkańcy sąsiednich powiatów – tucholskiego oraz bydgoskiego, chojnickiego, wyrzyskiego i kościerskiego. Według niektórych źródeł w Radzimiu przetrzymywano również grupę aresztantów z terenów powiatu inowrocławskiego. W obozie osadzano wyłącznie mężczyzn. Zdarzało się, iż do Radzimia kierowano transporty mieszane w których znajdowały się kobiety i dzieci, lecz były one likwidowane natychmiast po przybyciu na teren majątku.
Według profesora Włodzimierza Jastrzębskiego więźniów obozu w Radzimiu, podobnie jak w przypadku sąsiedniego obozu w Karolewie, można zasadniczo podzielić na cztery grupy:
- przedstawiciele „polskiej warstwy przywódczej” – nauczyciele, duchowni katoliccy, urzędnicy, prawnicy, działacze polityczni i społeczni, członkowie organizacji krzewiących polskość, kupcy i rzemieślnicy, ziemianie itp.;
- pracownicy służb mundurowych – policjanci, strażnicy graniczni, kolejarze, pocztowcy, a także żołnierze powracający z frontów kampanii wrześniowej;
- polscy rolnicy, w tym liczni osadnicy pochodzący z terenów wschodniej i centralnej Polski;
- osoby zadenuncjowane przez miejscowych Niemców z powodu sąsiedzkich waśni i nieporozumień.

Obóz dla internowanych w Radzimiu posiadał nawet swój niewielki podobóz, zorganizowany w październiku 1939 na terenie majątku ziemskiego w Komierowie (ok. 10 km od Radzimia). Przebywało tam kilkudziesięciu więźniów przywiezionych z Radzimia. Nocowali oni na strychu nad owczarnią, a w ciągu dnia pracowali na polach należących do niemieckich majątków lub gospodarstw rolnych. W skład straży obozowej wchodziło ośmiu Selbstschutzmanów oddelegowanych z obozu w Radzimiu. Ulokowali się oni w pałacowych pokojach.

## Akcja eksterminacyjna w Radzimiu
Mniej więcej do końca września 1939 roku w obozach dla internowanych w Radzimiu, Karolewie i Komierowie nie prowadzono systematycznej eksterminacji więźniów. W obozach panowały natomiast ciężkie warunki bytowe, a więźniowie byli zmuszani do wykonywania ciężkich prac rolnych. Ten stan rzeczy uległ jednak diametralnej zmianie już w październiku 1939. W niemal wszystkich obozach internowania na Pomorzu rozpoczęły się wówczas masowe egzekucje, a same obozy zostały de facto przekształcone w ośrodki eksterminacji. Skala i brutalność zbrodni dokonywanych w Karolewie i Radzimiu, a także liczba więźniów którzy przeszli przez oba obozy, stanowi powód, dla którego stanowią one – obok koszar w Bydgoszczy i Tczewie oraz Fortu VII w Toruniu – najbardziej znane obozy przejściowe utworzone przez Niemców na okupowanym Pomorzu. Stały się one także głównymi miejscami eksterminacji ludności polskiej na terenie powiatu sępoleńskiego (w przypadku Karolewa można wręcz mówić o jednym z głównych miejsc kaźni w skali całego Pomorza). W rezultacie Radzim i Karolewo są często nazywane „obozami zniszczenia”.
Osadzeni w Radzimiu więźniowie byli traktowani w nieludzki sposób. Nowo przybyłych zazwyczaj zapędzano najpierw do prac porządkowych na podwórzu pałacu, w trakcie których byli bici i znieważani. Następnie odprowadzano ich do pałacu, gdzie byli stawiani w szeregu na korytarzu i kolejno wywoływani na przesłuchanie. Aresztantów kierowano przy tym do Radzimia bez jakiejkolwiek podstawy prawnej. Zarzuty – zazwyczaj nieprawdziwe – stawiano im dopiero podczas przesłuchania. „Śledztwu” towarzyszyło zazwyczaj brutalne bicie, tortury i wyzwiska. Sorgatz i jego pomocnicy (Kemnitz, Musolf, Bartoschek i Sieg) starali się zmusić internowanych do denuncjacji towarzyszy lub wymusić na nich przyznanie się do popełnienia rozmaitych antyniemieckich wykroczeń – np. do członkostwa w przedwojennych organizacjach krzewiących polskość. Ciężkie przesłuchania nierzadko kończyły się śmiercią ofiary.
Obozowa straż nieustannie biła i znieważała więźniów. W jednej z piwnic umieszczono nawet umocowane na postumencie cementowe koło, służące do torturowania więźniów. Najgorsze były jednak noce, gdy pijani Selbstschutzmani na oślep strzelali do więźniów przez piwniczne okienka lub wpadali do cel i bestialsko katowali bezbronne ofiary. Nierzadko Sorgatz i Kemnitz wymyślali także sadystyczne „zabawy”, kończące się śmiercią lub ciężkimi obrażeniami ofiary. Jedną z ich ulubionych „rozrywek” była tzw. jaskółka, czyli strzelanie do biegnącego więźnia ubranego w cylinder i muszkę. Z kolei Jana Warczaka z Drożdżenicy zmuszono pewnego dnia do biegania po tłuczonym szkle, po czym zastrzelono go, gdy opadł z sił i nie mógł biec dalej. W podobny sposób zamęczono także nieznanego z nazwiska mieszkańca Gdyni. Inną „zabawą” Selbstschutzmanów było zmuszanie więźniów do tarzania się w gnoju.
W obozie panowały bardzo ciężkie warunki bytowe. Dzienną rację wyżywienia stanowiło zwykle 100 gramów chleba i trzy porcje wodnistej zupy. W ciągu dnia więźniowie przymusowo pracowali na polach należących do niemieckich rolników lub posiadaczy ziemskich (najczęściej przy wykopkach ziemniaków). Z kolei na noc internowanych zamykano w pałacowych piwnicach, a także w piwnicy pod stodołą lub w kilku wolno stojących ziemiankach (wykorzystywanych wcześniej do przechowywania ziemniaków i innych roślin okopowych). Za posłanie służyła co najwyżej wiązka słomy. Niejednokrotnie internowanych zmuszano do bezsensownych i poniżających prac, np. do rozwożenia mierzwy po polach gołymi rękoma. Zdarzało się, że Selbstschutzmani zmuszali katolickich księży do wybierania ustami suchej słomy ze zbiorników nawozu. Osoby próbujące wyrazić sprzeciw lub stawiać opór oprawcom były bite, a nierzadko mordowane na miejscu.
Indywidualnym morderstwom i aktom bestialstwa towarzyszyła systematyczna eksterminacja więźniów. O losach internowanych decydował zazwyczaj tzw. trybunał ludowy (niem. Volkstribunal), w którego skład wchodzili Sorgatz, Kemnitz oraz pozostali Selbstschutzmani uczestniczący w przesłuchaniach. Na podstawie ich decyzji część więźniów deportowano do obozów koncentracyjnych, nielicznych zwolniono, a wielu innych zamordowano w Radzimiu lub wywieziono na stracenie poza obóz. Prawdopodobnie listy osób skazanych na śmierć zatwierdzał wspomniany wcześniej Hans-Jürgen von Wilckens. Ocaleni więźniowie wspominali, że wizyta Wilckensa w obozie zawsze oznaczała, iż następnego dnia odbędzie się zbiorowa egzekucja. Masowych egzekucji domagał się także powiatowy dowódca Selbstschutzu, SS-Standartenführer Wilhelm Richardt. Dopytywał się on zawsze swoich podkomendnych ilu Polaków zostało już rozstrzelanych, podkreślając, że nikt nie jest zainteresowany tworzeniem dużych obozów i „karmieniem tam Polaków”. Ponadto zdarzały się wypadki, iż obozowa straż organizowała „konfrontacje” więźniów z rzekomo pokrzywdzonymi przez nich volksdeutschami. Wskazanych w ten sposób Polaków odprowadzano poza obóz i rozstrzeliwano.
Niektórzy świadkowie zeznali po wojnie, iż każdej doby ubywało ok. 15-20 więźniów. Byli oni mordowani na terenie majątku (najczęściej w pałacowym parku) lub rozstrzeliwani poza obozem. Jedna z najbardziej znanych egzekucji miała miejsce 22 października 1939. Tego dnia do Radzimia przywieziono dwudziestu przedstawicieli polskiej inteligencji z Sępólna Krajeńskiego – m.in. ks. wikariusza Stanisława Żurka, aptekarza Józefa Naatza, restauratora Budę, urzędnika starostwa Ziółkowskiego oraz kupców Gierszewskiego, Główczeskiego, Pajzderskiego i Sobierajskiego. Po półgodzinnym postoju na pałacowym podwórzu internowanych odwieziono do parku, gdzie byli czwórkami rozstrzeliwani przez pluton egzekucyjny pod komendą samego Sorgatza. Z grupy dwudziestu skazańców ocalał tylko lekko ranny Brunon Borlik, który udał zabitego, a następnie wydostawszy się spod stosu trupów znalazł ukrycie w szuwarach pobliskiego Jeziora Zaręba. Z kolei pewnej listopadowej nocy trzema samochodami ciężarowymi przywieziono do Radzimia blisko 100 Żydów z Sępólna Krajeńskiego – w większości kobiety i dzieci. Jeszcze tej samej nocy wszystkich Żydów zamordowano, a ich ciała oblano kwasem i pogrzebano w lesie pod Rudzkim Mostem. W gronie ofiar znalazł się m.in. miejscowy nauczyciel Abram Najman wraz z żoną i dwójką dzieci. W trakcie egzekucji szczególnym bestialstwem wykazał się Kemnitz, który miał m.in. zamordować żydowskie niemowlę rozbijając mu główkę o betonowy słup.
Niektóre źródła podają, iż na terenie obozu miała miejsce jeszcze jedna wielka egzekucja Żydów. Pod koniec września 1939 Sorgatz i jego ludzie mieli rzekomo zamordować ok. 150 mężczyzn, kobiet i dzieci, a ich ciała pogrzebać w parku nieopodal jeziora. Zdaniem Barbary Bojarskiej masowe egzekucje na terenie obozu zdarzały się jednak stosunkowo rzadko. Na ogół więźniów wyniszczano bowiem pracą i złym traktowaniem lub wywożono do sąsiedniego powiatu tucholskiego, gdzie byli rozstrzeliwani przez Selbstschutz na miejscu straceń w Rudzkim Moście.
W podobozie w Komierowie zasadniczo nie przeprowadzano masowych egzekucji. Zdarzały się jednak przypadki zastrzelenia więźnia przy pracy – za „stawianie oporu” lub „próbę ucieczki”. Zginęło w ten sposób co najmniej kilkunastu Polaków. W gronie ofiar znaleźli się m.in. inżynier Marian Grochowski (budowniczy powiatowy, członek Związku Podoficerów Rezerwy), Konrad Konnek (nauczyciel z Sośna) i Stanisław Szlagowski (nauczyciel z Suchorączka). Ten pierwszy został wcześniej tak brutalnie pobity, że nie był w stanie poruszać się o własnych siłach.
Na przełomie listopada i grudnia 1939 roku obóz w Radzimiu był wizytowany przez gauleitera Forstera i kilku wyższych oficerów SS (jednym z nich był prawdopodobnie SS-Obersturmbannführer Max Pauly – szef Komendantury Obozów Jeńców Gdańsk, późniejszy komendant obozów koncentracyjnych Stutthof i Neuengamme). W pałacu w Komierowie miano wówczas urządzić lokalny zjazd NSDAP, w trakcie którego Forster podjudzał miejscowych Niemców do rozprawy z Polakami („Polaczków należy wytępić; oni nie są godni stąpać tu po niemieckiej ziemi (…) Polaczków należałoby wytępić widłami”).
Obóz w Radzimiu i jego podobóz w Komierowie zostały zlikwidowane w połowie grudnia 1939. Przebywało tam wówczas ok. 600 więźniów. Część osadzonych wywieziono do obozu przejściowego w Gdańsku-Nowym Porcie, a następnie do KL Stutthof. Większość internowanych zwolniono do domów. Wkrótce wielu z nich zostało jednak ponownie aresztowanych i wywiezionych do różnych obozów koncentracyjnych.
Obozy w Radzimiu i Karolewie nie były jedynymi miejscami w powiecie sępoleńskim, gdzie mordowano Polaków aresztowanych w ramach akcji „Inteligencja”. Kilka egzekucji miało miejsce m.in. na terenie samego Sępólna. Na przełomie września i października 1939 sześciu Polaków zostało rozstrzelanych obok toru kolejowego biegnącego z Sępólna do Kamienia Krajeńskiego. Co najmniej 21 osób stracono także na terenie aresztu w Sępólnie, za gmachem szkoły powszechnej przy ul. Wojska Polskiego oraz na miejscowej strzelnicy sportowej.

### Ofiary

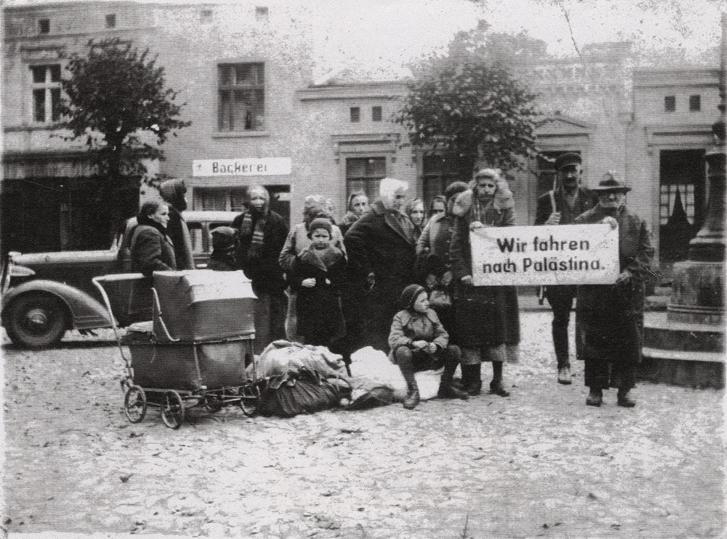
Żydzi z Sępólna Krajeńskiego zgromadzeni na miejscowym rynku przed wywózką na egzekucję do Radzimia

Precyzyjne określenie liczby ofiar obozu w Radzimiu pozostaje w zasadzie niemożliwe. Nie zachowały się bowiem żadne dokumenty z obozowej ewidencji. Być może wraz z innymi dokumentami z archiwum Selbstschutzu spłonęła ona podczas zainscenizowanego wypadku samochodowego na drodze z Bydgoszczy do Gdańska (17 listopada 1939). Podczas ekshumacji, przeprowadzonej na terenie majątku w 1947 roku, udało się odnaleźć dziewięć zbiorowych grobów. Wydobyto z nich zwłoki 113 osób zamordowanych jesienią 1939. Grząski grunt znacznie utrudniał jednak poszukiwania stąd jest możliwe, iż ziemia wokół byłego obozu wciąż kryje nieodnalezione szczątki ofiar niemieckiego terroru. Ponadto zeznania świadków wskazują, że część ofiar obozu mogła zostać pogrzebana w lasach koło Rudzkiego Mostu.
Liczba odnalezionych zwłok znacznie różni się od szacunków podawanych przez ocalałych więźniów. Wskazywali oni, że dziennie mordowano w obozie nawet do 50 osób. Ze względu na fakt, iż obóz funkcjonował przez blisko 80 dni, mogłoby to oznaczać, że w Radzimiu zamordowano 4000 lub nawet 5000 osób . Tak wysoka liczba ofiar podawana była m.in. w wydawanych po wojnie przewodnikach po upamiętnionych miejscach walk i męczeństwa. Owe wyliczenia pozostają jednak znacznie zawyżone. Józef Buława wskazywał, że gdyby podawane w ankietach i przewodnikach liczby ofiar obozów w Karolewie i Radzimiu odpowiadały rzeczywistości, to należałoby przyjąć, iż jesienią 1939 roku zostało zamordowanych blisko 13 000 mieszkańców powiatu sępoleńskiego. Tymczasem wyniki spisu ludności, przeprowadzonego przez władze niemieckie w grudniu 1940, wskazują, że liczba Polaków zamieszkujących powiat zmniejszyła się w tym okresie o ok. 4500 osób. Z tego względu Buława przypuszczał, że w ramach Intelligenzaktion zostało zamordowanych co najwyżej 4000 mieszkańców powiatu. Nie zmienia to jednak faktu, że straty poniesione przez ludność powiatu sępoleńskiego były jednymi z najwyższych w skali całego Pomorza.
W obozie w Radzimiu byli mordowani mieszkańcy powiatów sępoleńskiego, tucholskiego, chojnickiego, bydgoskiego, wyrzyskiego i kościerskiego; zaangażowani w latach międzywojennych w działalność polityczną, społeczną, oświatową, kulturalną i religijną. Zamordowano tam również wielu kupców, rzemieślników i rolników, w tym licznych osadników z centralnej i wschodniej Polski. W Radzimiu zamordowano również wszystkich Żydów z Sępólna, których przed wywózką na miejsce kaźni poinformowano fałszywie, iż zostaną wysiedleni do Palestyny. W gronie zidentyfikowanych ofiar obozu w Radzimiu oraz jego podobozu w Komierowie znaleźli się :
- duchowni katoliccy: ks. Roman Barra (proboszcz parafii w Lutowie), ks. Jan Mazella (ksiądz z Jeleńcza, działacz plebiscytowy na Warmii i Mazurach), ks. Franciszek Romanowski (ksiądz z Tucholi), ks. Stanisław Żurek (wikariusz parafii w Sępólnie);
- nauczyciele: Konrad Konnek (nauczyciel z Sośna), Abram Najman (nauczyciel z Sępólna), Stanisław Szlagowski (nauczyciel z Suchorączka);
- urzędnicy Marian Grochowski (budowniczy powiatowy, członek Związku Podoficerów Rezerwy), Włodzimierz Geras (urzędnik z Sępólna), Kacper Rajewski (urzędnik z Kamienia Krajeńskiego, sekretarz Związku Zawodowego Pracowników Rolnych i Leśnych w Sępólnie), Antoni Sieg (urzędnik z Sępólna), Feliks Ziółkowski (pracownik urzędu skarbowego w Sępólnie);
- kupcy i przedsiębiorcy: Bronisław Gierszewski (kupiec z Sępólna, członek Polskiego Związku Zachodniego), Aleksy Jaśtak (kupiec z Tucholi), Roman Karaszkiewicz (właściciel zakładu mechaniki precyzyjnej w Tucholi), Franciszek Kłopotek-Główczeski (kupiec z Sępólna), Józef Naatz (właściciel apteki z Sępólna), Michał Ołyński (kupiec z Sępólna), Stanisław Sobierajczyk (kupiec z Sępólna),
- działacze społeczni: Antoni Adamiak (członek PZZ z Kamienia Krajeńskiego), Maksymilian Górnowicz (członek PZZ z Kamienia Krajeńskiego), Andrzej Włoch (wójt Świekatowa);
- inni: Walerian Guss (emerytowany profesor z Tucholi, członek PZZ), Stefania Seyda vel Seide (właścicielka majątku Radzim).

## Upamiętnienie

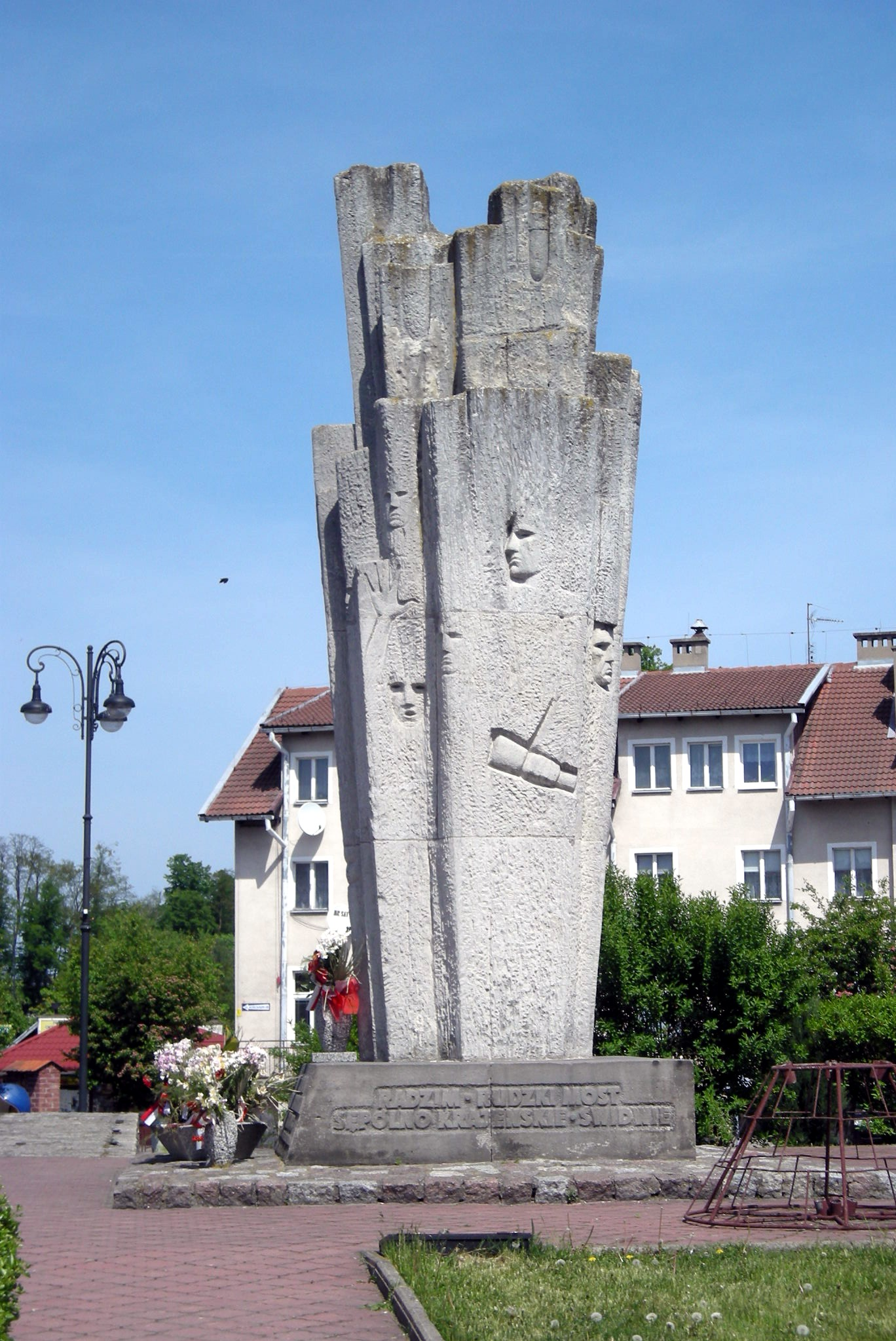
Pomnik w Sępólnie Krajeńskim upamiętniający poległych i pomordowanych mieszkańców, w tym ofiary obozu w Radzimiu

Zwłoki odnalezione podczas powojennej ekshumacji zostały pochowane w dwóch zbiorowych mogiłach. W latach 1947–1949 miejsce pochówku przekształcono w cmentarz ofiar obozu. W 1969 roku z inicjatywy mieszkańców powiatu oraz Powiatowego Komitetu Obywatelskiego Ochrony Pomników Walk i Męczeństwa wzniesiono tam również betonowy obelisk. Obecny wygląd cmentarza i pomnika jest realizacją projektu architekta Jana Sabiniarza. Wykonawcą był natomiast mistrz murarski Ignacy Schmelter.
Odnalezione szczątki ofiar podobozu w Komierowie pogrzebano na miejscowym cmentarzu.

## Odpowiedzialność sprawców
Po wojnie osądzono w Polsce tylko jednego członka Selbstschutzu pochodzącego z terenów powiatu sępoleńskiego. Był nim Emil Dass – volksdeutsch z Sępólna, członek załogi podobozu w Komierowie. Daas został ujęty przez aliantów we Francji i wydany władzom polskim. Podczas procesu, który odbył się w Sępólnie w 1947 roku, ujawniono, iż wykorzystywał członkostwo w szeregach Selbstschutzu do załatwiania swoich osobistych porachunków oraz uczestniczył w bestialskim mordzie na inż. Marianie Grochowskim. Daas został uznany winnym zarzucanych mu czynów i skazany na karę śmierci. Wyrok wykonano 16 sierpnia 1947 roku w Chojnicach.
Od 1 lutego do 12 kwietnia 1965 przed sądem w Mannheim toczył się proces członków Selbstschutzu z Sępólna i Tucholi (przedmiotem postępowania były przede wszystkim egzekucje w Rudzkim Moście). SS-Standartenführer Heinrich Mocek, szef inspektoratu Selbstschutzu w Chojnicach, oraz SS-Standartenführer Wilhelm Richardt, dowódca struktur Selbstschutzu w powiatach sępoleńskim i tucholskim, zostali wówczas uznani winnymi zarzucanych im czynów i skazani na kary dożywotniego pozbawienia wolności.
W 1973 przed sądem w Münster stanęli Werner Sorgatz i Richard Kemnitz. Obaj zostali uznani winnymi współudziału w zbrodniach na polskiej ludności cywilnej i skazani odpowiednio na 33 i 42 miesiące więzienia.
Hans-Jürgen von Wilckens uciekł z Polski w styczniu 1945. Zmarł w Niemczech Zachodnich w 1974 roku.